# Afrobarômetro
Afrobarômetro (português brasileiro) ou Afrobarómetro (português europeu) (em inglês: Afrobarometer) é uma organização não-governamental fundada em 1999 responsável pela realização de pesquisas e armazenamento de dados estatísticos de mais de 35 países da África, referente a visão dos africanos sobre a democracia, governança, condições econômicas, entre outras questões. É a principal fonte pública de dados do continente africano e é utilizada mundialmente.

## História
No ano de 1999, Robert Mattes e Michael Bratton, respectivamente, do Instituto para a Democracia na África do Sul (IDASA) e da Universidade de Michigan, fundaram a Afrobarômetro através das pesquisas que fizeram de diversas partes da África. Os diretores da Latinobarômetro e da Eurobarômetro deram assessoria a Mattes e Bratton na Cidade do Cabo. Depois da primeira rodada de pesquisa, o Centro de Gana para o Desenvolvimento Democrático (CDD) chefiado por Emmanuel Gyimah-Boadi entrou no projeto.
As três primeiras rodadas de pesquisas foram dirigidas por Bratton, com base nos Estados Unidos e na Cidade do Cabo. A partir da quarta rodada, as pesquisas são dirigidas por Gyimah-Boadi e baseadas na CDD, em Gana.

## Pesquisa
A cada dois ou três anos, as organizações parceiras realizam pesquisas presenciais, na língua do entrevistado. Antes de cada rodada de entrevistas, as organizações parceiras fazem treinamento com os entrevistadores, garantindo que possuam as habilidades e qualificações certas para a tarefa.
Em cada país, entrevistam 1.200 ou 2.400 pessoas, acima de 17 anos de idade, aleatoriamente. São excluídos estudantes em dormitórios, pacientes em hospitais e pessoas em presídios ou asilos. A margem de erro para pesquisa com 1.200 pessoas é de 2,8% para mais e para menos, e para pesquisas com 2.400 pessoas é de 2,0% para mais e para menos.

## Rodadas de pesquisa
| Rodada | Ano         | Nº de países participantes | Ref.  |
| ------ | ----------- | -------------------------- | ----- |
| 1      | 1999 a 2001 | 12                         | [ 7 ] |
| 2      | 2002 a 2004 | 16                         | [ 7 ] |
| 3      | 2005 a 2006 | 18                         | [ 7 ] |
| 4      | 2008        | 20                         | [ 7 ] |
| 5      | 2011 a 2013 | 34                         | [ 7 ] |
| 6      | 2014 a 2015 | 36                         | [ 7 ] |
| 7      | 2016 a 2018 | 34                         | [ 7 ] |
| 8      | 2019 a 2021 | 34                         | [ 7 ] |